# П'єтро Ломбардо
П'єтро Ломбардо (1434 — 1515) — італійський скульптор та архітектор раннього Відродження, батько скульптора Тулліо Ломбардо.

## Життєпис
Походив з селища Карона у Швейцарії. Народився у родині скульптора Мартина. Замолоду перебрався до Ломбардії. Звідси походить його прізвище. Вчився спочатку у Мілані, згодом у Павії.
У 1464 році перебрався до Падуї. Тут вперше отримав замовлення на виготовлення скульптур місцевих впливових громадян. Втім вже у 1466 році на запрошення переїхав до Венеції. З цього часу він майже не полишав територію Венеційської республіки. У 1468 році виконав роботи у Віченці, у 1469—1471 роках працював над замовленням Бартоломео Коллеоні, військового очільника республіки. Надалі виконував замовлення дожів та їх родин. Згодом почав працювати разом із синами. Особливо значущими є роботи з оздоблення фасаду Палацу дожів — П'єтро був призначений протомаестро палацу з заробітною платою у 125 дукатів на рік. Після цього час від часу працював у Падуї, Бергамо, Удіне, Тревізо. Чудовими є роботи Ломбардо у соборі у Чивідале-дель-Фріулі у 1502—1506 роках.
Тоді ж Ломбардо отримав замовлення від Франциска II Гонзага, маркіза Мантуї. Він запросив майстра до себе, щоб прикрасити Каплицю Діви Марії у Мантуанському соборі. Втім володар Мантуї не виконав умов договору, тому П'єтро Ломбардо залишився у Венеції. У 1515 році його обрано головою гільдії скульпторів. Того ж року Ломбардо помер.

## Творчість
Особливість його будов є святкова легкість, елегантність, що підкреслюється мальовничою витонченістю фасаду, поєднував іонічний та коринфський ордери. Один з перших став використовувати кольоровий мармур. У його роботах багато пластичного убрання.
Найзначні праці:
- Пам'ятник Антоніо Роселлі, правнику, Падуя, 1464 рік
- Надгробок Батіста Фіокардо, церква Святої Марії Анунціати у Віченці, 1468 рік
- Оздоблення замку у Тієне, що належав Б. Коллеоні, 1469—1471 роки
- Вівтар Святого Павла для Собору святого Марка, 1469 рік
- Надгробок дожа Христофора Моро, 1470 рік
- Надгробок дожа Паскуале Маліп'єро, 1473 рік
- П'єта для церкви Сан-Лоренцо, Віченца, 1474 рік
- Оздоблення Собору Санта-Марія Глоріоза деї Фрарі, 1475 рік
- Надгробок дожа Джованні Моченіго, 1476—1481 роки
- Надгробок дожа П'єтро Моченіго, 1477—1481 роки
- Мадонна з немовлям та святими, Дванадцять апостолів, Евангелісти. Каплиця Бадоер-Джустініані церкви Сан-Франческо делла Вінья, 1478—1500 роки
- Вівтар у каплиці Гуссоні, церква Святого Лева, Венеція, 1478 рік
- Надгробок дожа Ніколо Марчелло, 1479—1480 роки
- Пам'ятник єпископу Занетто Удінському, собор Тревізо, 1484 рік
- Церква Санта-Марія деї Міраколі, 1481—1489 роки
- Оздоблення фасаду Палацу дожів, 1483—1489 роки
- Скуола Сан-Марко, 1487—1490 роки
- Реконструкція Палацу дожів, 1498—1502 роки
- Собор Чивідале-дель-Фріулі, 1502—1506 роки
- Оздоблення палацу Вендраміна-Калерджі, 1504—1509 роки
- Оздоблення церкви Святого Стефана
- Завершення будівництва церкви Сан-Джоббе
- Саркофаг в гробниці Данте, Равенна